# Helmut Lieth
Friedrich Heinrich Helmut Lieth (Amt Kürten,16 de diciembre de 1925 – ibíd., 16 de abril de 2015, ) fue un botánico y ecólogo alemán.

## Biografía
Lieth obtuvo su doctorado en 1953 en la Universidad de Colonia y en 1960 se desempeñó como profesor asociado en la Universidad de Hohenheim. Continuó su carrera como profesor visitante en Venezuela y en Colombia, fue profesor de botánica en la Universidad de Hawaii y en la Universidad de Carolina del Norte en Chapel Hill, en Estados Unidos. Desde 1977 hasta 1992 fue profesor en la Universidad de Osnabruck como principal de la cátedra de ecología.
Helmut Lieth estuvo casado desde 1952 con Magdalena Lieth, nacida Roth, con quien tuvo una hija y tres hijos. Tras la muerte de su esposa, se casó con Marina Lieth, nacida Mechtanova, con quien tuvo una hija.

## Investigaciones
Lieth obtuvo amplio renombre a través del Klimadiagramm-Weltatlas (Atlas mundial de diagramas climáticos) (1960–1967) que publicó junto a Heinrich Walter. Su forma didáctica de representar el clima de una región es reconocida mundialmente.[cita requerida]

## Obras
Algunas de sus obras son:
- junto a Heinrich Walter y otros: Klimadiagramm-Weltatlas, en tres entregas conteniendo cerca de 8000 estaciones meteorológicas (cerca de 9000 diagramas). Gustav Fischer Verlag (VEB), Jena 1960–1967.

## Literatura
- Marina Lieth: Prof. Dr. em. Helmut Lieth: The man and his life for global ecology. En: Tropical Ecology. Band 45, 2004, S. 1–12.